# Adam Rysiewicz
Adam Michał Rysiewicz ps. „Teodor”, „Skiba” (ur. 24 lutego 1918 w Wilczyskach-Jeżowie, zm. 24 czerwca 1944 Ryczów) – działacz socjalistyczny i niepodległościowy. Jeden z przywódców PPS-WRN i Gwardii Ludowej WRN w Małopolsce. Organizator ucieczek z obozu Auschwitz, zginął organizując ucieczkę Józefa Cyrankiewicza.

## Życiorys

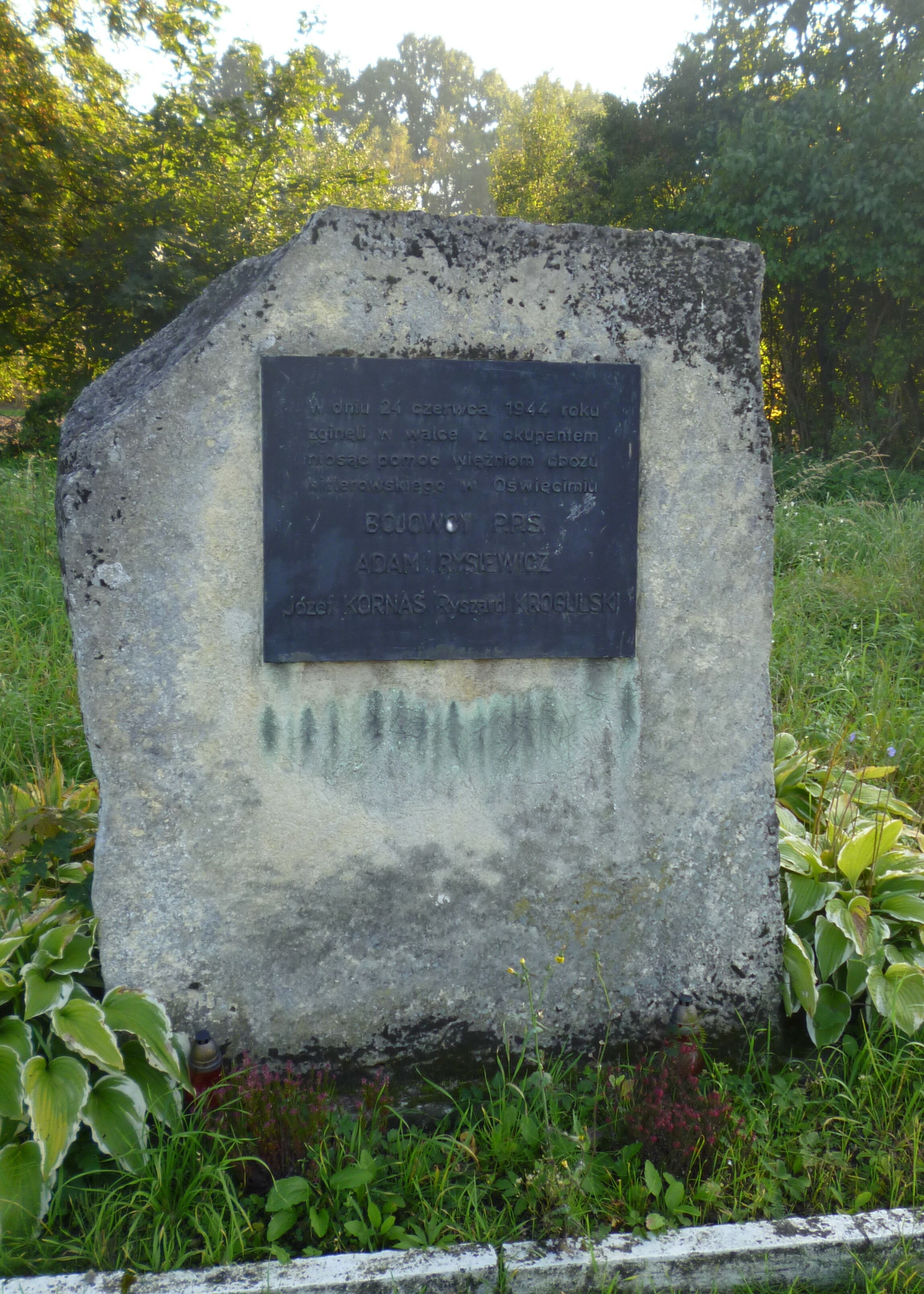
Pomnik obok stacji kolejowej w Ryczowie

Syn Mikołaja Rysiewicza, oficera legionowego, aktywisty ruchu ludowego i Eugenii z domu Krzysztoń. W 1936 r. ukończył II Liceum im. Bolesława Chrobrego w Nowym Sączu. W 1937 r. rozpoczął studia na Wydziale Prawa Uniwersytetu Jagiellońskiego, gdzie wstąpił do Związku Niezależnej Młodzieży Socjalistycznej.
Uczestniczył w wojnie obronnej w 1939 r. W listopadzie 1939 r. przedostał się z okupacji radzieckiej we Lwowie do Krakowa. Rozpoczął działalność w strukturach krakowskiej PPS-WRN. Początkowo organizował przerzuty działaczy PPS do Budapesztu oraz udział w tworzeniu konspiracyjnej prasy PPS-WRN. M.in. redagował pismo „Naprzód”.
Od kwietnia 1941 r. po aresztowaniu Józefa Cyrankiewicza Rysiewicz został mianowany sekretarzem okręgowego komitetu robotniczego PPS-WRN, równocześnie pełnił funkcję sekretarza Miejskiego Komitetu Robotniczego PPS-WRN w Krakowie. Organizował struktury Gwardii Ludowej WRN oraz brał aktywny udział w akcjach dywersyjnych GL m.in. uczestniczył w zniszczeniu kartotek osób przeznaczonych na roboty do Niemiec w krakowskim urzędzie pracy. Od maja 1943 do lutego 1944 r. kierował okręgiem krakowskim GL WRN w zastępstwie rannego, a następnie działającego w partyzantce dowódcę okręgu Mariana Bomby. Zorganizował krakowską strukturę Rady Pomocy Żydom „Żegota”, oraz organizował ucieczki oraz wsparcie dla zbiegów z getta.
Od 1943 r. był jednym z organizatorów Komitetu Pomocy Więźniom Obozów Koncentracyjnych dla utrzymania łączności z obozem Auschwitz, oraz sieci ucieczkowej PPS więźniów z obozu Auschwitz-Birkenau. Osobiście uczestniczył w organizacji ucieczek. Zginął wraz z Józefem Kornasiem i Ryszardem Krogulskim, na stacji kolejowej Ryczów przy przekraczaniu granicy Generalnego Gubernatorstwa w starciu z banschutzami. Organizował wówczas kolejną próbę ucieczki z obozu Auschwitz Józefa Cyrankiewicza.

## Upamiętnienie
- po śmierci Adama Rysiewicza, stworzony z formowanych przez niego Socjalistycznych Batalionów Śmierci, oddział partyzancki Oddziałów Wojskowych Powstańczego Pogotowia Socjalistów dowodzony przez ppor. Stanisława Długosza ps. „Zamek” nazwano Oddziałami Bojowymi PPS im. towarzysza „Teodora”[2].
- niedaleko stacji kolejowej w Ryczowie postawiono pomnik z napisem: „W dniu 24 czerwca 1944 r. zginęli w walce z okupantem niosąc pomoc więźniom obozu hitlerowskiego w Oświęcimiu bojowcy PPS Adam Rysiewicz, Józef Kornaś, Ryszard Krogulski”[3]. Jego imię nosi ulica w Krakowie.

## Rodzina
Siostra Adama Rysiewicza, Jadwiga Rysiewicz ps. „Zośka”, „Pola” „Mama”, również członek PPS-WRN i łączniczka w oddziałach partyzanckich Gwardii Ludowej WRN była aresztowana przez UB w 1945. Ponownie zagrożona aresztowaniem przedostała się nielegalnie za granicę.

## Odznaczenia
- Sprawiedliwy wśród Narodów Świata – 4 listopada 2015 (pośmiertnie)[5]
- Krzyż Komandorski Orderu Odrodzenia Polski – 2023 (pośmiertnie)[6]